# Пьетрасторнина
Пьетрасторнина (итал. Pietrastornina) — коммуна в Италии, располагается в регионе Кампания, в провинции Авеллино.
Население составляет 1648 человек, плотность населения составляет 110 чел./км². Занимает площадь 15 км². Почтовый индекс — 83015. Телефонный код — 0825.
Покровителем коммуны почитается священномученик Власий Севастийский, празднование 3 февраля.